# Segamat
Segamat is een stad en gemeente (majlis daerah; district council) in de Maleisische deelstaat Johor.
De gemeente telt 103.000 inwoners en is de hoofdplaats van het gelijknamige district.